# Березницкас, Илья Шахнович
Илья́ Ша́хнович Березни́цкас (Березни́цкий, литовский вариант Ilja Bereznickas; род.  1 января 1948, Ви́льнюс (лит. Vilnius [ˈvʲɪlʲnʲʊs]о файле — советский и литовский художник, художник-мультипликатор, режиссёр и сценарист; доцент кафедры фотографии и медиа Вильнюсской художественной академии. Помимо кинематографа получил международное признание в графике, книжной иллюстрации и карикатуре, создает также собственные книги. Один из самых известных представителей авторской мультипликации и киноискусства, проживающих в Литовской республике.

## Биография
Илья Березницкас родился в еврейской семье на одной из старинных (Totorių gatvė, Татарская) улиц в Старом городе Вильнюса. 
С 1961 по 1965 год учился изобразительному искусству в специализированной художественной школе, затем изучал архитектуру в крупнейшем прибалтийском техническом университете в Каунасе.
Окончил архитектурный факультет Каунасского политехнического института (лит. Kauno politechnikos institutas) в 1970 году, после чего в течение двенадцати лет плодотворно работал, как архитектор в нескольких градостроительных институтах Вильнюса.
В 1982 году Илья Березницкас едет в Москву, где поступает на Высшие курсы сценаристов и режиссёров (ВКСР) в мастерскую Фёдора Хитрука и Юрия Норштейна.
С 1985 года — режиссёр мультипликационных фильмов на Литовской киностудии. Созданный в её стенах фильм «Страшилище» (лит. Baubas) приносит мировую славу художнику.
Знаменитая эмблема международного фестиваля мультипликационных фильмов КРОК — забавный персонаж в шутовском колпаке из карандашей — была создана рукой Ильи Березницкаса, за что художник получил пожизненное право пребывания на фестивале.
Фильмы Ильи Березницкаса отмечены множеством призов и получили признание на многочисленных международных анимационных кинофестивалях. Состоялась его успешная карьера в качестве ведущего международного аниматора и преподавателя классической мультипликации (загребский стиль) в разных странах мира. Его имя хорошо известно в мировой иллюстрации. Работы художника можно увидеть в более чем 2000 публикациях в престижных изданиях Европы и США, иллюстрации в печатных изданиях Литвы, России, Польши, Югославии, Израиле, Норвегии, Германии, Болгарии, Италии, Турции, Эстонии, США. Большинство из которых получили высокие награды в области карикатуры и книжной графики, например, международные фестивали карикатуры и юмора в печати в Италии (1987, 1990), Югославии (1983), Турции (1978), Болгарии (1979) и другие.

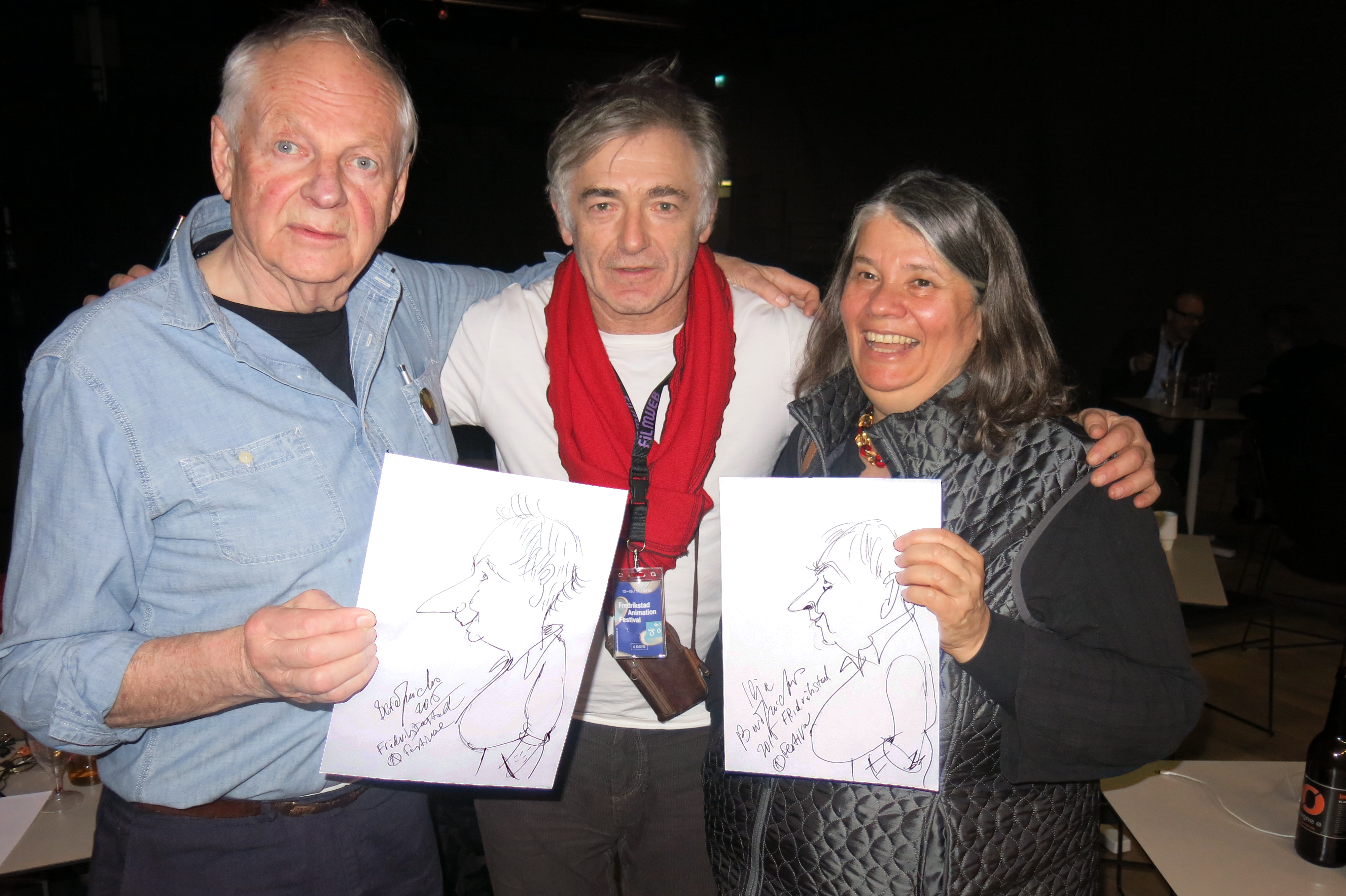
Ilja Bereznickas with Richard Williams and friendly caricature at the Fredrikstad Animation Festival

Среди мультфильмов Ильи Березницкаса — «Страшилище», «Бермудское кольцо», «Осторожно дети». С 1993 года жил в Израиле, после в Нью-Йорке, затем вновь в Вильнюсе. В 2015 году Илья Березницкас по своим книгам комиксов создал новый анимационный сериал для детей Тима и Тома в соавторстве с Ольгой Титовой.
В ноябре 2015 года на прошедшем в норвежском Фредрикстаде Международном Анимационном фестивале Fredrikstad Animation Festival (FAF)  Илья Березницкас был отмечен высокой наградой: он удостоился Премии Lifetime Achievement Золотого Гуннара за вклад в анимацию и развитие анимационной индустрии Северных и Балтийских стран. На фестивале художник также встречался со своим старинным другом и коллегой Ричардом Уильямсом и подарил мастеру дружеский шарж, исполненный в своём фирменном стиле.

## Фильмография

### Авторская мультипликация
- 2015 — «Тима и Тома», новый анимационный сериал для детей; автор идеи и концепции сериала, режиссёр, художник, автор персонажей и автор сценариев  — в соавторстве с Ольгой Титовой[4][5]
- 2008 — «Кибер Пират»
- 2006 — «Страшиломания» („Baubo liga“)
- 2005 — «Только не надо нас пугать!» („Tik nereikia mūsų gąsdinti“)
- 2004 — «Арифметика от Страшилища» („Baubo aritmetika“)
- 2002 — «Дедушка и бабушка» („Senelis ir senelė“)
- 1995 — «Elephantasia» („Svajuko dramblionės“)
- 1993 — «Наша пластилиновая жизнь» („Toks mūsų plastilininis gyvenimas“)
- 1991 — «Газетный человек» („Laikraštinis žmogus“)
- 1990 — «Осторожно, дети!» („Atsargiai, vaikai“)
- 1988 — «Бермудское кольцо» („Bermudų žiedas“; Литовская киностудия; мультипликационный фильм, 10 минут; режиссёр, аниматор)[6]
- 1987 — «Страшилище» („Baubas“; Литовская киностудия; мультипликационный фильм, 10 минут; режиссёр, художник, автор сценария в соавторстве с Пранасом Моркусом)[7]
- 1985 — «Последний подарок» („Dovana“; Литовская киностудия; мультипликационный фильм, 8 минут; режиссёр, художник)[8]
- 1984 — «Телефон» („Telefonas“; мультипликационный фильм, 3 минуты; режиссёр)[9]

### Творческий директор и шеф-аниматор
- 1998—2005 — GreetingCards.com—New York, NY, Animated/Interactive Website авторские анимационные интерактивные открытки
- 1995—1998 — Zander Animation Parlour — New York, NY, Advertising Spots for AT&T, Cinemax, European Clients, City of New York
- 1996—1997 — “Gurin with a Foxtail” для Filmkameratene Studio Осло, Норвегия, официальная программа Каннского кинофестиваля, анимационного фестиваля в Аннси
- 1993 — “Flaklipa TV” for ABC Film Studio, официальный анимационный ролик для Зимних Олимпийских Игр в Лиллехаммере, Норвегия
- 1991—1995 — Studio «Anima», Тель-Авив, Израиль
- 1982—1985 — киностудия «Союзмультфильм», Москва, Россия

### Художественная мультипликация
- 1977 — «Охота на зайца» («Арменфильм»; художник-постановщик)
- 1985 — «Контакты... Конфликты №2» («Союзмультфильм»; художник-постановщик)

## Иллюстратор
- 1970- по настоящее время для издательств:
- США:
  - Golden Books
  - Bill Smith
  - Studio Silver Burdett Ginn (недоступная ссылка)
  - Scholastic, Kirchoff/Wohlberg Inc.
  - Targot the Family
  - Sadler–Oxford
  - Winslow Press
- Литва: 
  - Sviesa
  - Alma Litera
  - Obuolis
  - Vyturys
  - Tev
  - Baltos Lankos
- Израиль:
  - Bitan
  - Zav Aliz

## Награды, призы, премии

### Мультипликация
- 2015 Golden Gunnar Lifetime Achievement Award Fredrikstad Animation Festival 2015
- 2008  Кибер Пират Diploma, The 6th International Festival of Animation films in Vilnius
- 1995 „Svajuko drambliuonės“ Nordic Light [10]
- 1990  Осторожно, дети! Alpha Video 90 Prize, The 8th International Festival of TV Films—Brno, Czechoslovakia [11]
- 1990  Бермудское кольцо The Synthetic Images Prize, First International Festival Sport Film—Balboa, Spain
- 1989  Бермудское кольцо The Special Prize, Second International Festival of Animated Films—Krok—Kiev, Ukraine
- 1987  Страшилище (Baubas) The Tabluleiro Prize, The 9th International Festival of Cinema, Portugal

### Иллюстрация и карикатура
- 2015  Габрово, Болгария
- 2006  Вильнюс, Литва
- 1997  Маростика, Италия
- 1990  Фолиньо, Италия
- 1989  Национальная Премия за лучшую иллюстрированную детскую книгу в Литве
- 1987  Маростика, Италия
- 1983  Скопье, Югославия
- 1980  Вильнюс, Литва
- 1979  Габрово, Болгария
- 1978  Анкара, Турция
- 1977  Скопье, Югославия
- 1976  Таллин, Эстония

## Достижения
- 2019 — Кинопремия «Икар» (Россия)
- 2014 — Медаль ордена «За заслуги перед Литвой»
- 2002 — доцент Вильнюсской художественной академии (лит. Vilniaus dailės akademija)
- 2000 — президент секции анимации Балтийского киносоюза
- 1990 — член АСИФА (Association International du Film d'Animation) - Международная ассоциация анимационного кино
- 1987 — член Союза Кинематографистов Литвы
- 1980 — член Союза художников Литвы
- 1972 — член Союза Архитекторов Литвы

### Преподавательская деятельность
- 2002- по настоящее время Вильнюсская художественная академия (лит. Vilniaus dailės akademija)
- 2003- 2004 Школа визуальных искусств в Нью-Йорке, School of Visual Arts

### Мастер-классы
- 2013 — Gyvas Peistukas, JUOKOGRAMOS, EHU, LitPRO, Vilnius, Lietuva
- 2010 — Cartoonmasters, Malaga, Spain. MEDIA. “Financing and revenue models of European animated series”
- 2008 — Cartoonmasters, San Sebastian. Spain. MEDIA. “Animated features: Producing films in an evolving market “
- 2007 — Cartoonmasters, Potsdam. Germany. MEDIA. “Animated features: Reaching Maturity”
- 2006 — Cartoonmasters, Vigo. Spain. MEDIA. “Animation and the new digital media-cartoon future.”
- 2005 — Cartoonmasters, Bremen. Germany. MEDIA. “Creativyti in the production process of animated TV Series”
- 2004 — Audiovisual Training Forum, Warszawa. MEDIA. (a programme of the European Union)